# Roeboexodon
Roeboexodon es un género de peces de la familia Characidae y de la orden de los Characiformes.

## Especies
Actualmente hay dos especies reconocidas en este género:
- Roeboexodon geryi (G. S. Myers, 1960)
- Roeboexodon guyanensis (Puyo, 1948)